# La historia (álbum de Menudo)
La Historia es un álbum recopilatorio de la boy band puertorriqueña Menudo, lanzado el 10 de julio de 2007 por la discográfica Sony Music. El álbum reúne una selección de éxitos que marcaron la trayectoria del grupo, interpretados por diferentes integrantes a lo largo de las diversas formaciones que componían el quinteto.
La recopilación incluye canciones originalmente presentes en nueve álbumes de la discografía de Menudo, lanzados entre 1979 y 1985. Entre ellos se encuentran: Chiquitita (1979), Fuego (1981), Quiero ser (1981), Una aventura llamada Menudo (1982), Por amor (1982), A todo rock (1983), Evolución (1984), Ayer y hoy (1985) y Menudo (1985).
Un álbum de video fue lanzado en formato DVD, ofreciendo diferentes versiones y contenidos para el público. La versión completa del DVD incluye 12 pistas, compuestas por videoclips y presentaciones en vivo. Por su parte, una versión alternativa, más compacta, contiene solo 6 videos. Además, se puso a disposición una edición condensada en formato CD+DVD, que reúne un CD con 16 canciones y un DVD que contiene los mismos 6 videos.

## Desempeño comercial
En México, el álbum apareció en la lista de la Asociación Mexicana de Productores de Fonogramas y Videogramas (AMPROFON) de los álbumes más vendidos de la semana, debutando en la posición número sesenta y dos, en la 26ª semana de 2007. Alcanzó su punto máximo en la trigésima tercera semana de 2007, en la posición número dieciséis. Su última aparición en la lista fue en la 39.ª semana del mismo año, en la posición número ochenta y ocho. En total, permaneció catorce semanas entre los más vendidos en tierras mexicanas.
En Estados Unidos, apareció en la tabla Billboard 200 la tercera y última vez que Menudo apareció en la lista con uno de sus álbumes, las otras dos fueron con los álbumes: Reaching Out, de 1984, y Menudo, de 1985. En Billboard Top Latin Albums alcanzó como pico la posición número 10, la mejor de la carrera fonográfica del quinteto. En la lista Latin Pop Albums, alcanzó el pico en la posición número 4, el segundo mejor desempeño del grupo en esta lista musical.

## Recepción crítica
En cuanto a las reseñas de los críticos especializados en música, Rovi, del sitio AllMusic, destacó que, para oyentes más sofisticados, el grupo puede ser más interesante como fenómeno cultural que por su música. Sin embargo, el álbum La Historia presenta ambos aspectos del éxito del grupo, mostrando su evolución desde finales de los años 1970 hasta los años 2000. Señaló que el sonido del grupo cambió a lo largo del tiempo, con influencias del synth-pop en los años 1980 y elementos de urban contemporary a finales de los años 1990. Según el crítico, para quien desee revisar los éxitos de Menudo o comprender su relevancia como un fenómeno cultural único, la compilación ofrece una visión completa.

## Lista de canciones
| N.º | Título                   | Escritor(es)                                                 | Original album (release)           | Duración |  |
| 1.  | «Chiquitita»             | J. Anderson, Buddy Mary McCluskey, Bjorn Ulvaeus             | Chiquitita (1979)                  |          |  |
| 2.  | «Ella ¡ah! ¡ah!»         | G. Escolar, H. Herrero, Julio Seijas Cabezuelo, Vander Music | Chiquitita (1979)                  |          |  |
| 3.  | «Fuego»                  | Leyda E. Colon                                               | Fuego (1981)                       |          |  |
| 4.  | «Claridad»               | Umberto Tozzi                                                | Quiero ser (1981)                  |          |  |
| 5.  | «Mi banda toca rock»     | Ivano Fossati                                                | Quiero ser (1981)                  |          |  |
| 6.  | «Súbete a mi moto»       | E. Diaz, A. Monroy                                           | Quiero ser (1981)                  |          |  |
| 7.  | «Quiero rock»            | A. Monroy, Julio Seijas Cabezuelo, C. Villa                  | Por amor (19812)                   |          |  |
| 8.  | «Y yo no bailo»          | A. Monroy, Julio Seijas Cabezuelo, C. Villa                  | Por amor (1982)                    |          |  |
| 9.  | «Es por amor»            | Julio Seijas Cabezuelo, C. Villa                             | Por amor (1982)                    |          |  |
| 10. | «Lluvia»                 | E. Diaz, A. Monroy, C. Villa                                 | Una aventura llamada Menudo (1982) |          |  |
| 11. | «Cámbiale las pilas»     | A. Monroy, C. Villa                                          | Una aventura llamada Menudo (1982) |          |  |
| 12. | «A volar»                | E. Diaz, A. Monroy, C. Villa                                 | Una aventura llamada Menudo (1982) |          |  |
| 13. | «Quiero ser»             | E. Diaz, Pepe Luis Soto                                      | Quiero ser (1981)                  |          |  |
| 14. | «No te reprimas»         | E. Diaz, A. Monroy, C. Villa                                 | A todo rock (1983)                 |          |  |
| 15. | «Si tú no estás»         | E. Diaz, A. Monroy, C. Villa                                 | A todo rock (1983)                 |          |  |
| 16. | «Chicle de amor»         | A. Monroy, C. Villa                                          | A todo rock (1983)                 |          |  |
| 17. | «Sabes a chocolate»      | A. Monroy, C. Villa                                          | Evolución (1984)                   |          |  |
| 18. | «La fiesta va a empezar» | A. Monroy, C. Villa                                          | Ayer y hoy (1985)                  |          |  |
| 19. | «En San Juan me enamoré» | A. Monroy, Julio Seijas Cabezuelo, C. Villa                  | Ayer y hoy (1985)                  |          |  |
| 20. | «Hold me»                | Howe Rice                                                    | Menudo (1985)                      |          |  |

| DVD La historia |                          |                                                               |          |  |
| N.º             | Título                   | Escritor(es)                                                  | Duración |  |
| 1.              | «No te reprimas»         | Alejandro Monroy Fernández                                    |          |  |
| 2.              | «Si tú no estás»         | Alejandro Monroy Fernández                                    |          |  |
| 3.              | «Claridad»               | M. Fabrizio, Dario Villa De La Torre                          |          |  |
| 4.              | «Piel de manzana»        | Alejandro Monroy Fernández                                    |          |  |
| 5.              | «Chicle de amor»         | Desmond Forrest, Mike Brassard                                |          |  |
| 6.              | «Mi banda toca rock»     | Alejandro Monroy Fernández                                    |          |  |
| 7.              | «Súbete a mi moto»       | I.M. Brown, S.H. Dorn                                         |          |  |
| 8.              | «Like a cannonball»      | I.M. Brown, S.H. Dorn                                         |          |  |
| 9.              | «Sabes a chocolate»      | Alejandro Monroy Fernández                                    |          |  |
| 10.             | «En San Juan me enamoré» | Alejandro Monroy Fernández, Dario Villa De La Torre           |          |  |
| 11.             | «Please be good to me»   | Alejandro Monroy Fernández, M. Pagan, Dario Villa De La Torre |          |  |
| 12.             | «Agua de limón»          | Alejandro Monroy Fernández                                    |          |  |

## Posicionamiento en listas

### Semanales
| Lista musical (2007)                        | Mejor posición |
| ------------------------------------------- | -------------- |
| Estados Unidos (Billboard 200)              | 190            |
| Estados Unidos (Billboard Top Latin Albums) | 10             |
| Estados Unidos (Billboard Latin Pop Albums) | 4              |
| México (AMPROFON)                           | 16             |